# 坝墙子镇
坝墙子镇，是中华人民共和国辽宁省盘锦市盘山县下辖的一个乡镇级行政单位。

## 行政区划
坝墙子镇下辖以下地区：
坝墙子镇社区、八里村、大岗子村、姜家村、马架子村、双井子村、新甸子村、张家村、坝根子村、烟李村和吴家村。